# Boarmia praeclarata
Boarmia praeclarata är en fjärilsart som beskrevs av Rudolf Püngeler 1899. Boarmia praeclarata ingår i släktet Boarmia och familjen mätare. Inga underarter finns listade i Catalogue of Life.